# ولنتاین پلکا
وَلنتاین پلکا (به انگلیسی: Valentine Pelka) (زاده ۲۳ فوریهٔ ۱۹۵۶) بازیگر انگلیسی است. از فیلم‌هایی که او در آن بازی کرده است، می‌توان به شهبانوی شمشیرها، اولین شوالیه، هویت دوگانه و قایقرانی با باد اشاره کرد.